# Glutenin
Glutenin ist ein Proteingemisch und Bestandteil von Gluten in Weizen. Es gehört zu den Glutelinen, speziellen Speicherproteinen in Grassamen. Etwa 10 Prozent der Speicherproteine im Weizenkorn sind Glutenine. In anderen Getreiden wie z. B. Roggen wird dieses Reserveproteingemisch Secalinin genannt (siehe dazu Gluteline).
Glutenin besteht zu 20 Prozent aus HMW (High-Molecular-Weight)-Untereinheiten, die relativ schwefelarm sind. Die restlichen 80 Prozent sind LMW (Low-Molecular-Weight)-Untereinheiten und sind schwefelreich. LMW-Glutenine sind außerdem den Gliadinen sehr ähnlich.
Beim Backen festigt Glutenin den Teig, da die HMW-Glutenine dessen Stabilität durch ein dreidimensionales Netzwerk erhöhen.